# Långholm och Östra Långholm
Långholm och Östra Långholm med Hålörarna är en ö i Finland. Den ligger i Skärgårdshavet och i kommunen Pargas i landskapet Egentliga Finland, i den sydvästra delen av landet. Ön ligger omkring 49 kilometer väster om Åbo och omkring 190 kilometer väster om Helsingfors.
Öns area är 1,03 kvadratkilometer och dess största längd är 2 kilometer i öst-västlig riktning.

## Sammansmälta delöar
- Långholm 60°15′25″N 21°27′30″Ö / 60.25686°N 21.45832°Ö
- Östra Långholm 60°15′24″N 21°26′37″Ö / 60.25664°N 21.44367°Ö
- Hålörarna 60°15′38″N 21°27′52″Ö / 60.26053°N 21.46442°Ö

## Klimat
Inlandsklimat råder i trakten. Årsmedeltemperaturen i trakten är 4 °C. Den varmaste månaden är augusti, då medeltemperaturen är 16 °C, och den kallaste är januari, med −6 °C.